# Mossesundet
Mossesundet er et sund i Ytre Oslofjord der ligger i Moss kommune i Viken fylke i Norge. Det er sundet som skiller Jeløya fra fastlandet på nordsiden af kanalen. Sundet strækker sig fra kanalen i syd og omkring 10 km nordover. På den anden side af kanalen i syd ligger Værlebugten og i nord grænser sundet til selve Oslofjorden ved Son.